# Садыгов, Фикрет Мамед оглы
Фикрет Мамед оглы Садыгов (азерб. Fikrət Məmməd oğlu Sadıqov; род. 28 апреля 1940 году, Ордубад, Азербайджанская ССР) — государственный и политический деятель. Депутат Милли меджлиса Азербайджанской Республики I и II созывов. Депутат Верховного Совета Азербайджанской ССР XII созыва. Доктор технических наук, профессор.

## Биография
Родился Фикрет Садыгов 28 апреля 1940 году в городе Ордубаде, ныне Нахичеванской Автономной Республики, Республики Азербайджан, в семье рабочего. В 1965 году завершил обучение на химическом факультете Азербайджанского государственного университета (ныне Бакинский государственный университет).
С 1965 по 2005 годы работал на химических предприятиях Азербайджана на различных должностях — начальник смены, технолог цеха, технолог производства, начальник цеха, начальник производственного отдела, главный инженер, с 1981 по 1992 годы — генеральный директор «Сумгаитская химическая промышленность» Министерства химической промышленности СССР, с 1992 по 2005 годы — президент государственной компании «Azərkimya».
С 1983 по 1990 годы являлся депутатом Сумгаитского городского совета, в 1990 году — депутат Верховного Совета Азербайджанской Республики, с 1995 по 2005 годы — депутат Милли Меджлиса Азербайджана I и II созывов.
В 1987 году защитил кандидатскую диссертацию. В 1995 году успешно защитил докторскую диссертацию и получил ученую степень доктора технических наук. В 2004 году присвоено ученое звание профессора. В 1990 году окончил полный курс Высшей коммерческой школы академии народного хозяйства при Кабинете министров СССР. С 1993 года действительный член Международной нефтяной академии, с 1994 года является членом Международной инженерной академии, с 1995 года — член Международной академии экоэнергетики.

## Научная деятельность
Под руководством Фикрета Садыгова были разработаны и внедрены многие процессы в химической промышленности. Было усовершенствовано производство эпоксидных смол, получение диглицидидных эфиров в присутствии катализатора CCL. При производстве эпихлоргидрина разработан и внедрен в промышленность новый способ получения дихлоргидрина. Исследована новая совершенная технология алкилирования хлорпарафинов бензолом при производстве натриевой соли, внедрена новая технология в промышленности. С его участием была разработана технология отделения нафталина от тяжелой смолы пиролиза, проверена в промышленности. Разработана принципиально новая технология алкилирования этилена бензолом, применяемая в промышленности.
Под его руководством был разработан и осуществлен процесс аллигомеризации ненасыщенных углеводородов жидких продуктов пиролиза, разделения бензола и получения этилбензола по новой технологии.
Под его руководством подготовлено 2 кандидата наук. Является автором более 170 научных работ, в том числе 41 авторского свидетельства, 35 патентов. Имеет более 100 рационализаторских предложений. Неоднократно принимал участие в симпозиумах и конференциях.